# Eleutherodactylus limbensis
Eleutherodactylus limbensis é uma espécie de anfíbio anuro da família Eleutherodactylidae. Está presente no Haiti. A UICN classificou-a como vulnerável.